# Rod Schejtman
Maestro Rod Schejtman ist ein argentinisch-US-amerikanischer symphonischer Komponist, Pianist, Ingenieur und Pädagoge. Er ist der Gründer von The Piano Encyclopedia, bekannt dafür, eine Lehrmethode für Improvisation, Komposition und Gehörbildung entwickelt zu haben sowie klassische symphonische Formen in die Filmsprache integriert zu haben.

## Karriere
Im Jahr 2005 gründete Maestro Schejtman The Piano Encyclopedia und etablierte damit eine weltweite digitale Plattform für Klavierpädagogik. Außerdem führte er The Logic Behind Music ein, ein System, das entwickelt wurde, um den Mythos des angeborenen Talents zu widerlegen und es jedem Studenten zu ermöglichen, dank logischer Analyse der Musik statt auswendig lernen zu improvisieren, zu komponieren und nach Gehör zu spielen. Seine Methode erreichte nach eigenen Angaben mehr als 250.000 Studenten in 75 Ländern.
Im Jahr 2023, nach einem zweijährigen Auswahlverfahren mit 32 Ländern und mehr als 60 Institutionen – darunter Steinway & Sons, Bechstein und die New Yorker Philharmoniker – wurde Schejtman beim WorldVision Composers Contest in Wien zum globalen Preisträger gekrönt. Diese Veranstaltung ist weithin als die „Weltmeisterschaft der klassischen Musik“ bekannt.
Während des Wettbewerbs komponierte er drei groß angelegte symphonische Werke, und sein Stück Luce Nell’Oscurità wurde nach der Wiener Zeremonie landesweit in Argentinien von Radio Nacional ausgestrahlt. Die Veranstaltung und sein Preis erhielten breite Berichterstattung in den wichtigsten Medien.
Maestro Schejtman trat international auf, unter anderem beim Festival Musilosophy in Rom und auf der Plaça Catalunya in Barcelona. Seine Werke wurden auf Radio FM 104.5 und Antena 3 TV präsentiert, sowie bei Konzerten für diplomatisches Publikum.
Im Jahr 2024 wurde Maestro Rod Schejtman von Lalo Schifrin – Komponist des Themas von Mission: Impossible, Gewinner von sechs Grammy Awards und Ehrenoscar – ausgewählt, um gemeinsam Viva la Libertad (Long Live Freedom) zu unterzeichnen, eine vollständige Symphonie, die Argentinien gewidmet ist. Die Uraufführung fand in Buenos Aires statt, gespielt vom Nationalen Symphonieorchester unter der Leitung von Emmanuel Siffert. Das von Schejtman-Schifrin mitverfasste Werk wurde landesweit vom öffentlich-rechtlichen Fernsehen und Radio Nacional übertragen.
Viva la Libertad wurde anschließend vom argentinischen Staat als Werk von kulturellem Interesse erklärt. 
Das Werk und seine Botschaft erhielten breite nationale und internationale Resonanz. Die Welttournee von Viva la Libertad (Long Live Freedom) umfasst Auftritte in Los Angeles, Paris und weiteren Hauptstädten, wobei auch die preisgekrönten Werke Schejtmans aus Wien im Programm enthalten sind.

## Auszeichnungen
- WorldVision Composers Contest – Globaler Preisträger / Weltmeister (Wien, 2023)[4][6]
- Werk von kulturellem Interesse, Regierung der Argentinischen Republik (2025)[16][17]
- Korrespondierendes Mitglied, Bach Society (2025)[15]